# Groupement spécial de gendarmerie mobile

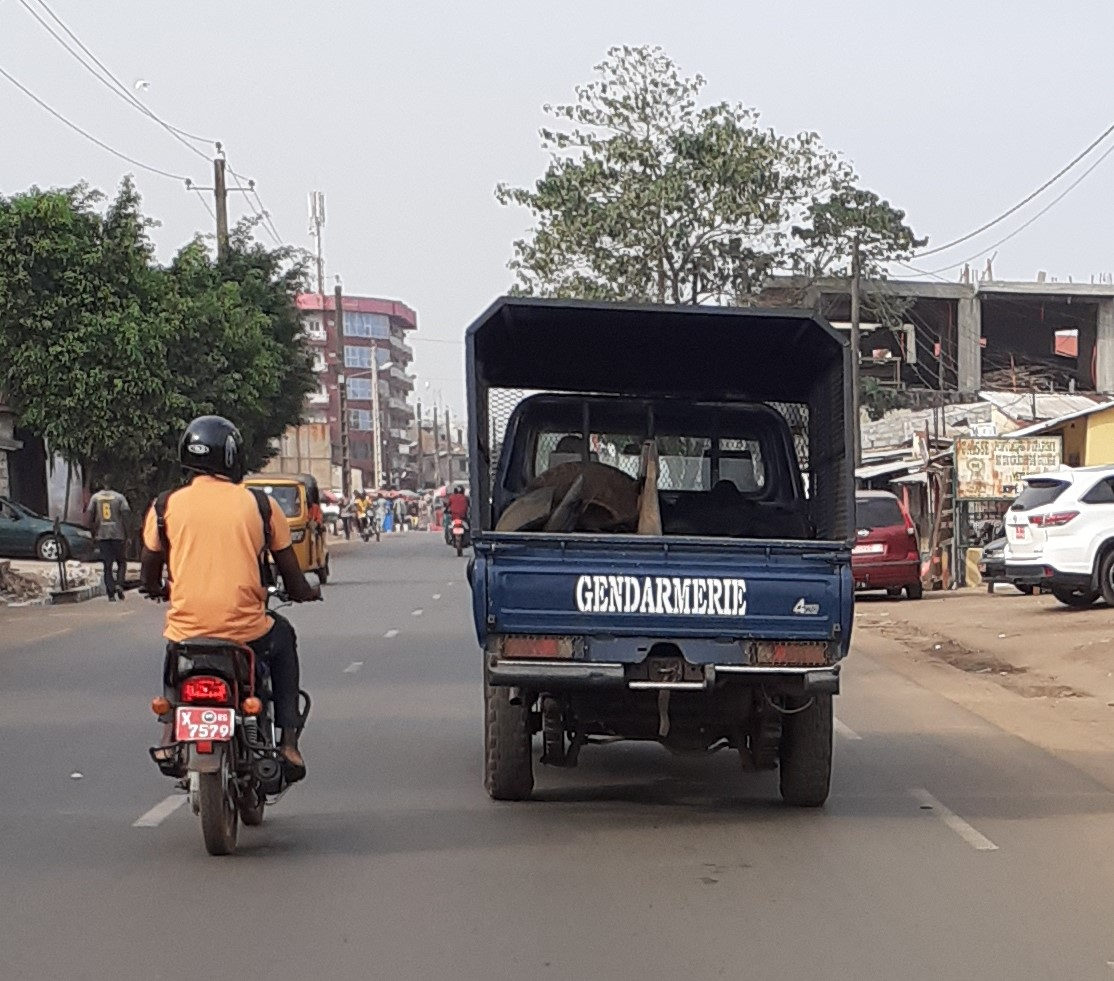
Voiture de la gendarmerie en Guinée

Le Groupement spécial de gendarmerie mobile de la république de Guinée en abréger (GSGM), est placé sous l’autorité directe du Haut commandement de la gendarmerie nationale, direction de la justice militaire.

## Emplacement
Le groupement spécial de gendarmerie mobile sera implanté à Kolaboui et couvrira toute la région administrative de Boké.

## Histoire
Les unités spéciales ont toujours fait partie de l'armée guinéenne, mais c'est en 16 décembre 2021 que la première unité dédiée est créée à la gendarmerie.
Parallèlement d'autres unités dans les forces armées ont été créées en 2018 notamment le groupement des forces spéciales et le 22 décembre 2021 le groupement des forces d’intervention rapide.

## Organisation
Selon le même décret,  est placé sous l’autorité directe du Haut commandement de la gendarmerie nationale, direction de la justice militaire.

### Histoire des dirigeants
| N° | Nom et prénoms                  | Date de début    | Date de fin |
| -- | ------------------------------- | ---------------- | ----------- |
| 01 | Lieutenant-colonel Pascal Diemo | 16 décembre 2021 | En cours    |